# Hedwig van Kalisz
Hedwig van Kalisz (circa 1266 - 10 december 1339) was van 1306 tot 1320 groothertogin-gemalin en van 1320 tot 1333 koningin-gemalin van Polen. Ze behoorde tot het huis Piasten.

## Levensloop
Ze was een dochter van Bolesław de Vrome, hertog van Groot-Polen en Kalisz, en Helena van Silezië. In 1293 huwde Hedwig met Wladislaus de Korte. Ze kregen volgende kinderen:
- Stefanus (overleden in 1306)
- Wladislaus (overleden in 1311 of 1312)
- Cunegonde (1298-1331), huwde in 1310 met hertog Bernard II van Schweidnitz en in 1329 met hertog Rudolf I van Saksen
- Elisabeth (1305-1380), huwde in 1320 met koning Karel I Robert van Hongarije
- Casimir III van Polen (1310-1370), koning van Polen.
- Hedwig (overleden tussen 1320 en 1322)

Haar echtgenoot was een bittere rivaal van koning Wenceslaus II van Bohemen, die van 1291 tot 1295 en van 1296 tot 1305 eveneens koning van Polen was. Dit was een gevaarlijke situatie voor Hedwig en haar kinderen en in 1300 moest ze zelfs even onderduiken. In 1305 overleed Wenceslaus II, waarna diens zoon Wenceslaus III hem opvolgde als koning van Polen en Bohemen. Wenceslaus III regeerde slechts korte tijd en werd in 1306 in mysterieuze omstandigheden vermoord. Hiermee eindigde het bestuur van het koninkrijk Bohemen over Polen en Wladislaus de Korte werd daarop groothertog van Polen.
Vanaf 1318 begon Wladislaus de Korte pogingen te doen om zichzelf tot koning van Polen te laten kronen. Paus Johannes XXII was daar aanvankelijk echter geen voorstander van, maar uiteindelijk gaf hij toch zijn toestemming. Op 30 januari 1320 werden Hedwig en Wladislaus in Krakau tot koning en koningin van Polen gekroond.
De kroning was een teken dat Wladislaus erin slaagde om de interne fragmentatie van Polen tegen te gaan en dat hij het land herenigd en hersteld had in zijn vroegere positie als onafhankelijk koninkrijk. Om dit te kunnen behouden, moest Polen allianties sluiten. Wladislaus en Hedwig kozen om een alliantie met Hongarije en ze huwelijkten in 1320 hun dochter Elisabeth uit aan koning Karel I Robert van Hongarije.
Tijdens de regering van haar echtgenoot speelde Hedwig ook een actieve politieke rol. Zo nam ze in 1331 de regering van het gebied rond de stad Stary Sącz over, nadat haar kleindochter Constance van Schweidnitz het gebied had opgegeven om als zuster in het klooster te treden.
In 1333 overleed haar echtgenoot. Hedwig zelf overleefde hem zes jaar en stierf in 1339. Ze werd begraven in het clarissenklooster van Stary Sącz.
- Virtual International Authority File: 1109151778251518130004